# 西白川郡
もしかして
- 西白河郡

ではありませんか？